# Campisábalos
Campisábalos település Spanyolországban, Guadalajara tartományban. Campisábalos Albendiego, Condemios de Abajo, Condemios de Arriba, Galve de Sorbe, Cantalojas, Montejo de Tiermes, Retortillo de Soria és Somolinos községekkel határos. Lakosainak száma 80 fő (2024).

## Népesség
A település népessége az utóbbi években az alábbiak szerint változott:
| Lakosok száma | 71   | 71   | 54   | 70   | 93   | 60   | 68   | 57   | 66   | 80   |
|               | 2001 | 2004 | 2006 | 2009 | 2011 | 2014 | 2016 | 2019 | 2021 | 2024 |